# Notanthidium caroliameghinoi
Notanthidium caroliameghinoi là một loài Hymenoptera trong họ Megachilidae. Loài này được Brèthes mô tả khoa học năm 1903.